# 2 Dywizja Kawalerii (Carstwo Bułgarii)
2 Dywizja Kawalerii (bułg. Втора конна дивизия) – bułgarski związek taktyczny okresu Trzeciego Carstwa.
Sformowana w 1916. W 1919 rozformowana.

## Formowanie i zmiany organizacyjne
Wiosną 1916 przeprowadzona została reorganizacja bułgarskich  jednostek kawalerii. Na początku kwietnia 1916 podjęto decyzję o rozformowaniu Dywizji Kawalerii i sformowaniu w jej miejsce między innymi 2 Dywizji Kawalerii złożonej z 2. i 3 Brygady Kawalerii.

W październiku 1917 przystąpiono do tworzenia 11 pułku kawalerii. W następnym roku, wspólnie z 8 pułkiem, wszedł on w skład 6 Brygady Kawalerii, która została podporządkowana dowódcy 2 DK.

## Struktura organizacyjna
Stan w 1916:
- dowództwo dywizji
- 2 Brygada Kawalerii
- 3 Brygada Kawalerii